# Milos Andelkovic
Milos Andelkovic, född 12 mars 2000, är en svensk fotbollsspelare som spelar för Ljungskile SK. Han har tidigare spelat för bland annat Gais.

## Karriär
Milos Andelkovic kom fram i Gais akademi och skrev inför säsongen 2019 på ett A-lagskontrakt till och med 2021.
Han begick sin debut i Superettan den 26 maj 2019, då han gjorde ett inhopp i Gais 0-2-förlust mot Mjällby AIF. Efter totalt tre framträdanden i Superettan lånades Andelkovic tillsammans med lagkamraterna Adam Wästlund och Kim Dickson i augusti 2019 ut till division 2-klubben Stenungsunds IF.
I december 2019 meddelade Gais att de kommit överens med Andelkovic om att bryta kontraktet i förtid. Inför säsongen 2020 gick han till division 3-klubben Kortedala IF. I februari 2021 skrev Andelkovic på för division 1-klubben Vänersborgs IF. Inför säsongen 2022 gick han till division 2-klubben Assyriska BK. Efter att ha spelat en halv säsong i Assyriska BK återvände mittbacken till sin föregående klubb, Vänersborgs IF, där han skrev ett kontrakt efter säsongens slut. 
I januari 2024 värvades Andelkovic av FC Trollhättan. I februari 2025 skrev han på ett ettårskontrakt med Ljungskile SK.

## Karriärstatistik
| Klubb                 | Säsong             | Liga                           | Liga    | Liga | Nationell cup | Nationell cup | Totalt  | Totalt |
| Klubb                 | Säsong             | Division                       | Matcher | Mål  | Matcher       | Mål           | Matcher | Mål    |
| --------------------- | ------------------ | ------------------------------ | ------- | ---- | ------------- | ------------- | ------- | ------ |
| Gais                  | 2019               | Superettan                     | 3       | 0    | 0             | 0             | 3       | 0      |
| Stenungsunds IF (lån) | 2019               | Division 2 Norra Götaland      | 5       | 0    | —             | —             | 5       | 0      |
| Kortedala IF          | 2020               | Division 3 Nordvästra Götaland | 10      | 2    | 0             | 0             | 10      | 2      |
| Vänersborgs IF        | 2021               | Ettan Södra                    | 20      | 0    | 1             | 0             | 21      | 0      |
| Assyriska BK          | 2022               | Division 2 Västra Götaland     | 9       | 3    | 0             | 0             | 9       | 3      |
| Vänersborgs IF        | 2022               | Ettan Södra                    | 15      | 1    | 0             | 0             | 15      | 1      |
| Vänersborgs IF        | 2023               | Ettan Södra                    | 25      | 0    | 0             | 0             | 25      | 0      |
| Vänersborgs IF        | Totalt             | Totalt                         | 40      | 1    | 0             | 0             | 40      | 1      |
| FC Trollhättan        | 2024               | Ettan Södra                    | 15      | 0    | 1             | 0             | 16      | 0      |
| Ljungskile SK         | 2025               | Ettan Södra                    | 1       | 0    | 0             | 0             | 1       | 0      |
| Totalt i karriären    | Totalt i karriären | Totalt i karriären             | 103     | 6    | 2             | 0             | 105     | 6      |